# Conceição do Almeida
Conceição do Almeida este un oraș în unitatea federativă Bahia (BA) din Brazilia.